# Astropecten spinulosus
Astropecten spinulosus is een kamster uit de familie Astropectinidae.
De wetenschappelijke naam van de soort werd in 1837 gepubliceerd door Rodolfo Amando Philippi.